# Морська піхота СРСР
Морська піхота ВМФ СРСР — рід сил (військ) ВМФ ЗС СРСР, призначений для ведення бойових дій на приморських напрямках, в інтересах як флотів так і приморських сухопутних угруповань військ.

## Історія
Історичної спадковості від подібних формувань Російської імперії не мала, як й інші складові збройних сил загалом.

### Громадянська війна
В ході громадянської війни, від моменту створення Робітничо-селянської Червоної армії, військове керівництво РСФРР не розглядало питання щодо створення такого окремого роду військ, як морська піхота з частин та з'єднань постійного складу.
В роки війни на сухопутні фронти з флотів було відряджено більше 75 000 військових моряків, яких використовували в ході невеликих тактичних десантів на берегах річок і озер.
Єдиним прецедентом створення тимчасового зведеного з'єднання, яке виконувало функції морської піхоти можна віднести до подій серпня-вересня 1920 року. Він пов'язаний з активним просуванням військ генерала Врангеля до Північної Таврії.
Терміново в складі Південно-Східного фронту, для протидії військам Врангеля була сформована 1-ша Морська експедиційна дивізія. До складу дивізії чисельністю 5000 осіб увійшли 4 піхотних полки з 2 батальйонів, кавалерійський полк, артилерійська бригада й інженерний батальйон. Завданням дивізії було поставлене десантування з кораблів на узбережжя Азовського моря й його оборона в районі Маріуполя.
Після завершення бойових дій біля узбережжя Азовського й Чорного морів 1-ша морська експедиційна дивізія була розформована.

### Міжвоєнний період
Після громадянської війна керівництво ЗС СРСР не надавало значення необхідності створення морської піхоти.
Тільки в липні 1939 року на Балтійському флоті була створена Окрема спеціальна бригада, яка в 1940 році була перейменована на 1-шу бригаду морської піхоти. Окрім цієї бригади існували окремі роти морської піхоти в складі Дунайської й Пінської військових флотилій.
Однак, не дивлячись на факт появи подібної бригади, морської піхоти як такої не було, оскільки була відсутньою спеціальна десантна підготовка, а у складі ВМФ СРСР були відсутні спеціальні десантні кораблі.

### Німецько-радянська війна

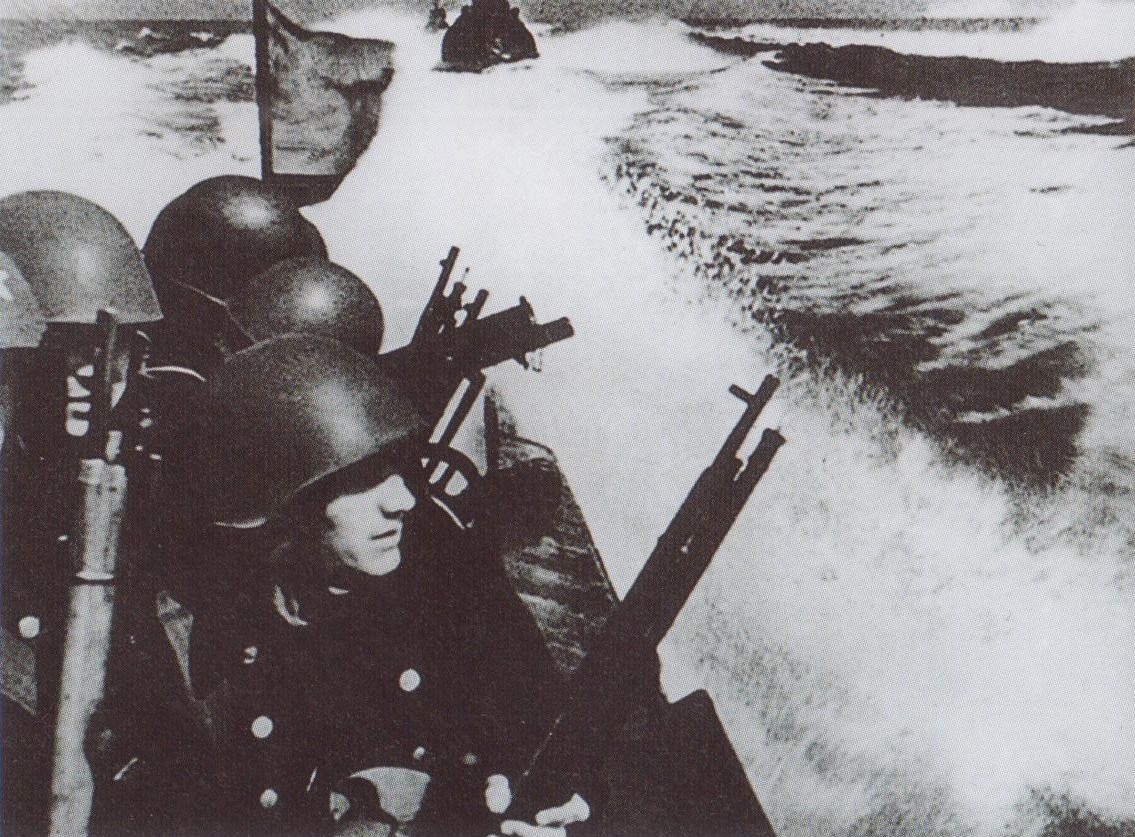
Радянські морські піхотинці перед висадкою на маяк Бенгтскярі.
Епізод оборони Ханко. 25 липня 1941 року

З початком бойових дій відношення керівництва ЗС СРСР до морської піхоти разюче змінилося. Було створено значну кількість формувань морської іхоти загальною чисельністю від 100 000 до 200 000 осіб. В деяких західних джерелах вказується, що протягом військових років їх чисельність досягла свого історичного максимального значення перевищуючи 350 000 осіб в 40 бригадах.
В липні 1941 року розпочалося формування бригад морської піхоти з особового складу флотів.
Відповідно до рішення НКО СРСР від 18 жовтня 1941 року в листопаді того ж року в 5 військових округах (САВО, УрВО, ПриВО, СКВО й СибВО) розпочалося формування 25 морських стрілецьких бригад. На формування даних бригад командування ВМФ СРСР виділило 39 052 військових моряків.

#### Особливості термінології
Думки істориків щодо того, що слід відносити до поняття «морська піхота» стосовно складу радянських військ під час Другої світової війни суттєво різняться.
Згідно однієї з точок зору в роки війни існувало три різновиди морської піхоти:
1. з'єднання й частини морської піхоти;
2. морські стрілецькі бригади;
3. з'єднання й військові частини сухопутних військ, які не мали в своїх назвах слів «морська» або «морської», але комплектувалися в основному моряками й застосовувалися у но укомплектованные в боях, як морська піхота.

Згідно другої думки до морської піхоти слід відносити лише два перші типи формувань:
1. з'єднання й частини морської піхоти;
2. морські стрілецькі бригади;

Під з'єднаннями й частинами морської піхоти слід розуміти бригади морської піхоти й окремі батальйони морської піхоти. Різниця поміж бригадами морської піхоти й морськими стрілецькими бригадами полягала в їх призначенні. Бригади морської піхоти призначалися для десантних і протидесантних дій на приморських напрямках. Морські стрілецькі бригади призначалися для використання на сухопутних фронтах. У зв'язку з цим бригади морської піхоти підпорядковувалися командуванню флотів, а морські стрілецькі бригади підпорядковувалися командуванню фронтів. Також різниця полягала в комплектуванні бригад: бригади морської піхоти комплектувалися повністю з матросів, які пройшли необхідну підготовку, а морські стрілецькі бригади комплектувалися з матросів лише частково (від 33 % до 80 % особового складу).

#### Склад морської піхоти

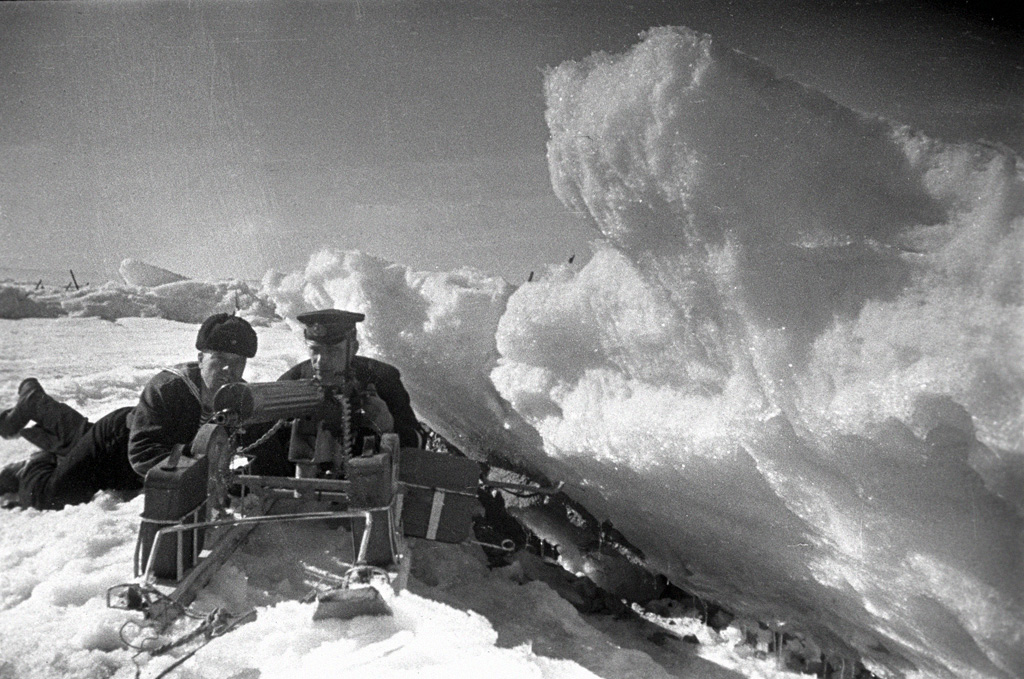
Морські піхотинці Балтійського флоту в засідці в льодяних торосах.
Фінська затока. 10 грудня 1942

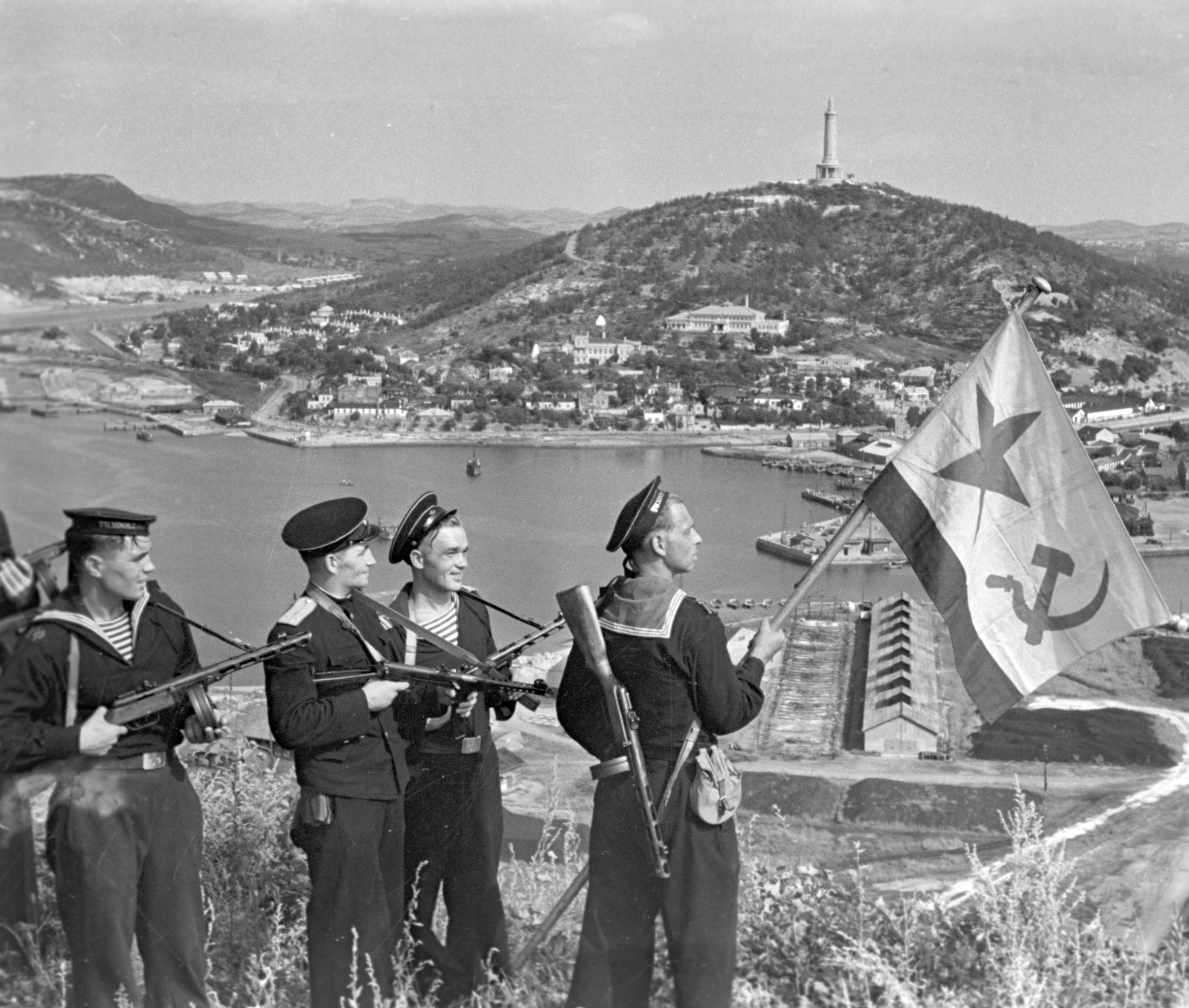
Моряки-десантники Тихоокеанського флоту ставлять прапор над Порт-Артуром.
Китай. 1 жовтня 1945 року.

Всього за роки війни, на різних етапах, на різних фронтах в складі об'єднань і з'єднань сухопутних військ, флотів і флотилій, з формувань у назвах яких вживалося «морська піхота» були:
- 1 дивізія;[a]
- 19 окремих бригад;
- 14 окремих полків;
- 36 окремих батальйонів.

Окрема бригада морської піхоти (обрмп) мала у своєму складі:
- управління бригади;
- 3-6 батальйона морської піхоти;
- 1-2 артилерійських дивізіони;
- танковий батальйон (для обрмп Балтійського флоту);
- минометний батальйон (до 1942 року);
- розвідувальна рота;
- рота протитанкових рушниць;
- саперна рота;
- рота зв'язку;
- взвод ППО;
- підрозділи тилового забезпечення.

Чисельність особового складу бригад морської піхоти коливалася від 5 000 до 8 000 осіб.
Морська стрілецька бригада (морсбр) мала в своєму складі:
- управління бригади;
- 3 стрілецьких батальйона;
- окремий артилерійський дивізіон;
- окремий протитанковий батальйон;
- окремий мінометний дивізіон;
- батальйон зв'язку;
- розвідувальна рота;
- рота протитанкових рушниць;
- саперна рота;
- взвод ППО;
- підрозділи тилового забезпечення.

Особовий склад морської стрілецької бригади — 4 500 осіб. З них від 33 до 80 % були моряками.
Слід зазначити, що єдина дивізія морської піхоти в роки війни (1-ша дивізія морської піхоти), була сформована з 55-ї стрілецької дивізії вже після її виведення зі складу дієвої армії в листопаді 1944 року.

#### Відзначені формування морської піхоти
За участь в бойових діях в ході Німецько-радянської війни й радянсько-японської війни, велика кількість формувань морської піхоти були нагороджені почесними назвами, державними нагородами й гвардійським званням.
При цьому джерел, які підтверджують факт нагородження частин і з1єднань морської піхоти в складі Балтійського флоту немає. Відомо що в боях відзначилисянаступні з'єднання Балтійського флоту: 1-ша, 2-га, 5-та, 6-та і 260-та бригада морської піхоти. Ці з'єднання (окрім 260-ї бригади) були розформовані в період від листопада 1941 до травня 1943 року.

### Післявоєнний період

#### Скасування морської піхоти
Після завершення бойових дій Німецько-радянської війни й радянсько-японської війни, а також наступної демобілізації ЗС СРСР в 1945—1946 роках, в складі ВМФ СРСР перебували 6 бригад, 2 полки й 10 окремих батальйонів морської піхоти.
Єдина у ВМФ СРСР 1-ша Мозирська Червонопрапорна дивізія морської піхоти в 1948 році була переформована й перейменована на 1-шу кулеметно-артилерійську Мозирську Червонопрапорну дивізію (1-ша кулад). Ця дивізія складала основу військово-морської бази «Порккала-Удд» на території Фінляндії. В 1955 році радянська військово-морська база була ліквідована, а в січні 1956 року півострів був достроково повернутий Фінляндії. У зв'язку з цим 1-ша кулад була розформована.
В період до жовтня 1955 року були розформовані всі бригади й батальйони морської піхоти створені в роки війни.
В березні 1956 року була розформована 14-та бригада морської піхоти, дислокована на Камчатці, яка була створена в січні 1946 року.

#### Відродження роду військ

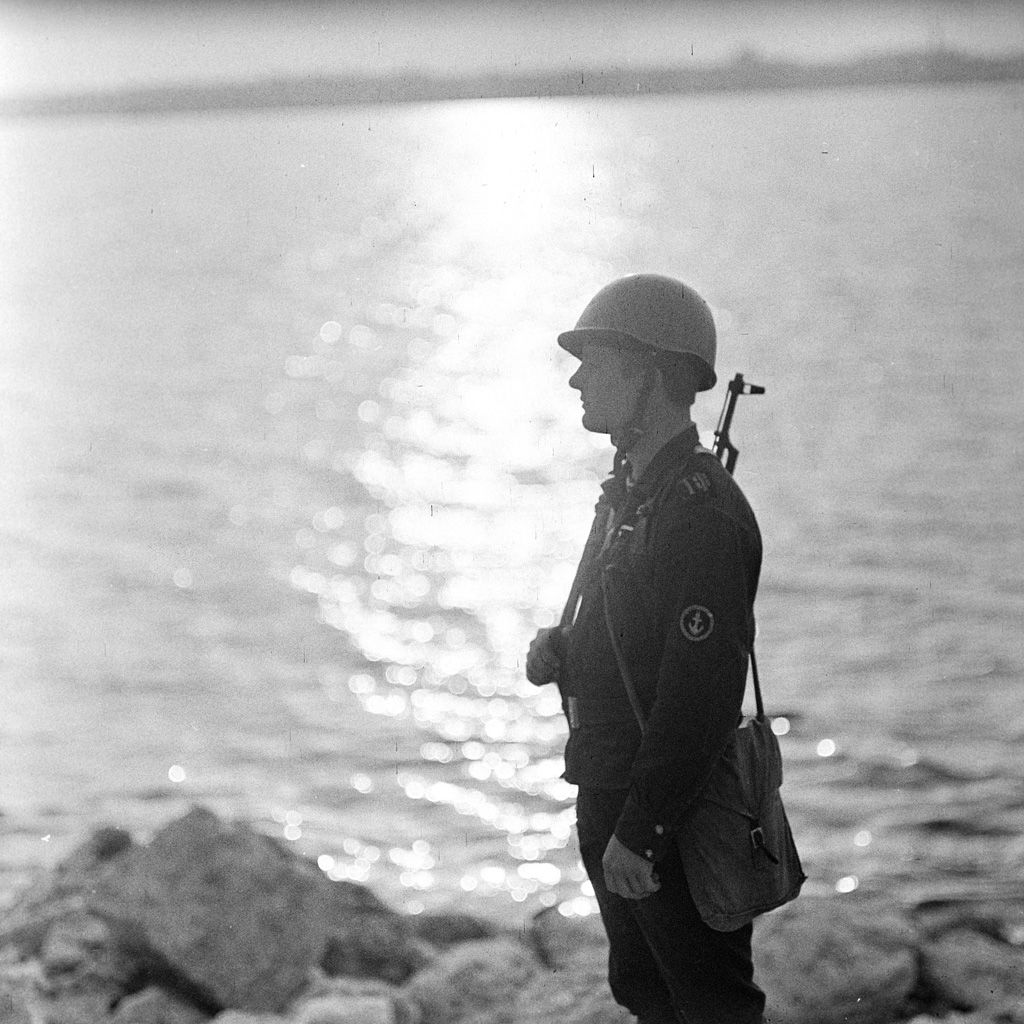
Матрос 55-ї дивізії морської піхоти на бойовому посту.
Владивосток. 1 мая 1974 года

Через 7 років після ліквідації останніх з'єднань морської піхоти керівництво ЗС СРСР усвідомило помилковість своїх дій і приступило до повторного створення роду військ.
Згідно дериктиви Міністерства оборони СРСР від 7 червня 1963 року № орг/3/50340 336-й гвардійський мотострілецький полк 120-ї гвардійської мотострілецької дивізії був переформований на 336-й окремий гвардійський полк морської піхоти Балтійського флоту (336-й опмп БФ).
336-й полк став першою військовою частиною відродженої морської піхоти ВМФ СРСР.
Так само вчинили на всіх інших флотах ВМФ СРСР, де були створені полки морської піхоти. Нові полки формуються на базі мотострілецьких полків, перепідпорядкованих зі складу військових округ штабам флотів.
В тому ж 1963 році на базі 390-го мотострілецького полку 56-ї мотострілецької дивізії, переданого зі складу Далекосхідної військової округи до складу Червонопрапорного Тихоокеанського флоту, був створений 390-й окремий полк морської піхоти Тихоокеанського флоту (390-й опмп ТФ) з дислокацією в н.п. Слов'янка Приморського краю.
В 1966 році на базі 1-го батальйону 336-го полку морської піхоти, а також особового складу 135-го мотострілецького полку 295-ї мотострілецької дивізії Закавказької військової округи, був сформований 309-й окремий батальйон морської піхоти Чорноморського флоту (309-й обмп ЧФ) з дислокацією в м. Севастополь.
Також в липні 1966 року зі складу 131-ї мотострілецької дивізії Ленінградської військової округи до складу Північного флоту був переданий 61-й мотострілецький полк з переформуванням в 61-й окремий гвардійський полк морської піхоти Північного флоту (61-й опмп ПФ) з дислокацією в н.п. Спутник Мурманської області РСФСР.
15 грудня 1967 року на основі 309-го обмп, 1-го батальйону морської піхоти 336-го опмп БФ й роти плаваючих танків 61-го опмп ПФ був сформований 810-й окремий полк морської піхоти Чорноморського флоту (810-й опмп ЧФ).
В період від серпня 1968 року до 1 грудня 1968 року на базі 390-го окремого полку морської піхоти (390-й омп) ЧТОФ була сформована 55-та дивізія морської піхоти.
Наприкінці 1981 року в н.п. Туманний Мурманської області була сформована 175-та окрема бригада морської піхоти Північного флоту. Початково бригада створювалася, як кадроване з'єднання, яке передбачалося розгортати у воєнний час. Особовий склад бригади не перевищував 200 осіб. При цьому бригада була майже повністю забезпечена військовою технікою.

#### Завдання морської піхоти
Керівництвом ЗС СРСР перед відтвореною морською піхотою були поставлені наступні завдання:
- висадка морських десантів тактичного масштабу для вирішення самостійних завдань і для сприяння з'єднанням сухопутних військ;
- використання, як першого ешелону десанту при висадці оперативних десантів;
- оборона пунктів базування та інших об'єктів від повітряних і морських десантів, участь спільно з сухопутними частинами в протидесантній обороні.

#### Реформи зі збільшення

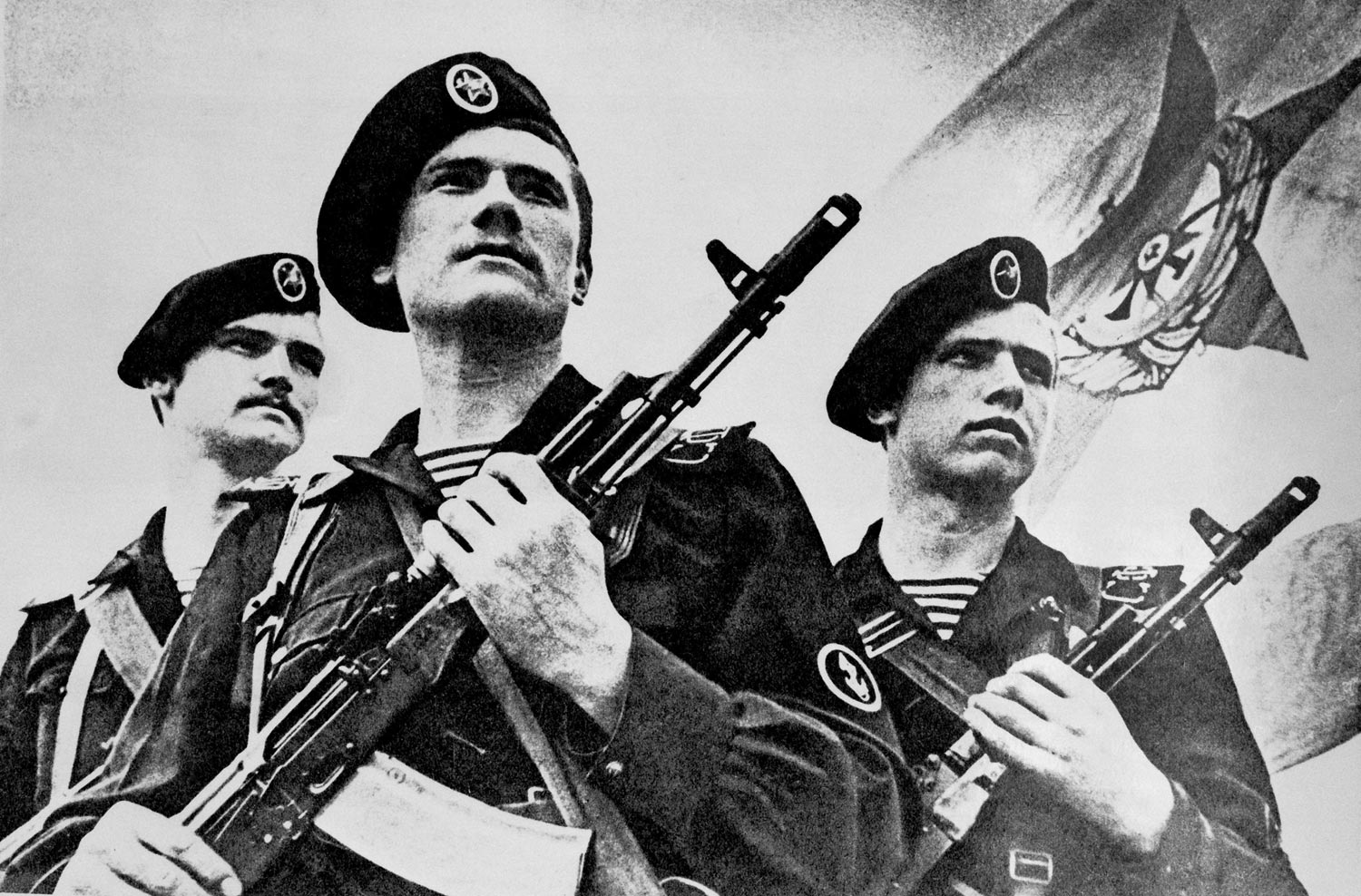
Військовослужбовці 61-ї окремої бригади морської піхоти.
Літери на погонах «СФ» — Северный флот.
30 жовтня 1985 року

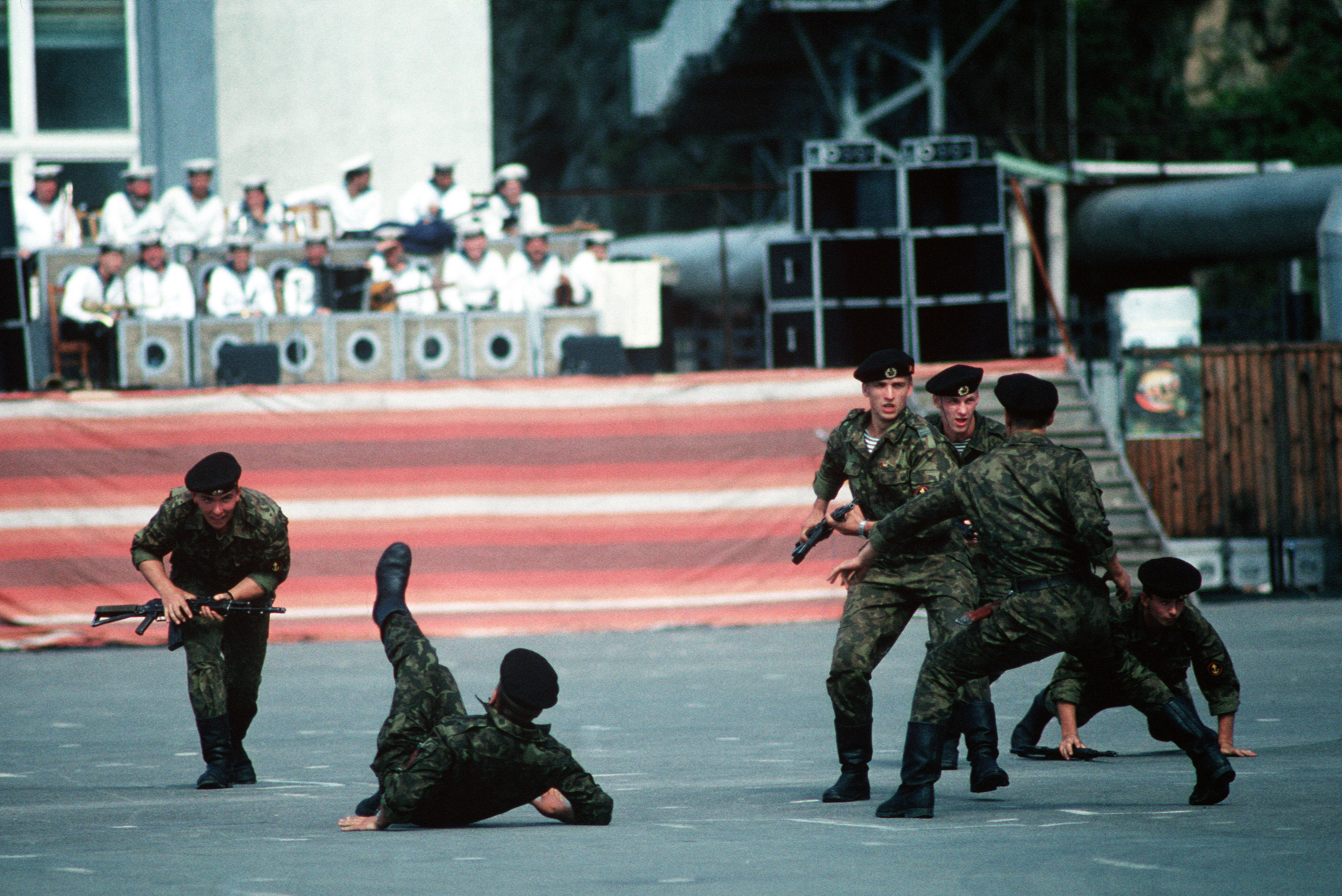
Матроси 55-ї дивізії морської піхоти
демонструють прийоми рукопашного бою.
Владивосток. 1 вересня 1990 роу

До кінця 70-х років, через загострення ситуації в світі й появи нових загроз, керівництво ЗС СРСР оцінивши чисельність формувань морської піхоти, як недостатню, поставило задачу зі збільшення її чисельності та реформування військових частин.
Реформування торкнулося військових частин морської піхоти Балтійського, ЧОрноморського й Північного флотів. Полягало воно в тому, що на базі полків морської піхоти були створені бригади морської піхоти, які складалися з декількох військових частин.
20 листопада 1979 року відбулося переформування 336-го й 810-го полків морської піхоти в бригади морської піхоти зі збереженням порядкових номерів.
15 травня 1980 року 61-й полк морської піхоти був переформований на 61-шу бригаду морської піхоти.
Організаційно-штатна структура створених бригади була наступною:
- управління бригади;
- 2 окремих батальйони морської піхоти;
- окремий десантно-штурмовий батальйон;
- окремий батальйон морської піхоти (кадр);
- окремий розвідувальний батальйон;
- окремий танковий батальйон;
- окремий самохідний артилерійський дивізіон;
- окремий реактивний артилерійський дивізіон;
- окремий зенітний ракетно-артилерійський дивізіон;
- окремий протитанковий артилерійський дивізіон.

Озброєння бригад суттєво різнилося в залежності від належності флоту. В середньому на озброєнні бригад перебувала наступна техніка:
- бронетранспортери — 160—265 од.;
- танки Т-55 — 40 од.;
- САУ 2С1 — 18 од.;
- САУ 2С9 — 24 од.;
- РСЗВ «Град-1» — 18 од.;

Особовий склад бригади — близько 2 000 осіб.

#### Бойова служба морської піхоти
Через 4 роки після повторного створення частин морської піхоти, в 1967 році керівництво ЗС СРСР стало залучати морську піхоту на бойову службу в складі ґ оперативних ескадр, яка проводилася в усіх океанах. Для підрозділів морської піхоти бойова служба представляла собою перебування в складі оперативної ескадри зі штатною військовою технікою і у повній бойовій готовності приступити до виконання бойових дій на суші і на морі у разі необхідності.
Початково до складу ескадр включалася одна рота морської піхоти посилена танковим взводом на ПТ-76, яка розміщувалася на декількох середніх десантних кораблях. З появою великих десантних кораблів проекту 1171 в оперативних ескадрах, двома кораблями цього класу здійснювалося перевезення посиленого батальйону морської піхоти. Підсилення в основному становило собою танкову роту на Т-55.
Бойова служба морської піхоти розпочалася із загострення ситуації на Близькому Сході, де СРСР традиційно підтримував деякі арабські держави у їх протистоянні з Ізраїлем і його західними союзниками. Приводом до залучення морської піхоти до бойової служби стала ситуація, що склалася у квітні-травні 1967 року, яка в підсумку вилилася у Шестиденною війною.
Першою військовою частиною морської піхоти залученою до бойової служби став 309-й окремий батальйон морської піхоти Чорноморського флоту, дислокований в Севастополі. Даний батальйон на початку червня в складі Середземноморської ескадри ВМФ СРСР терміново на 2 великих десантних кораблях і 2 середніх десантних кораблях був перекинутий до берегів Сирії. Початковим завданням батальйону було поставлено висадку в портах для підтримки урядових військ у випадку подальшого просування ізраїльських війсь на Голанських висотах. У зв'язку з припиненням бойових дій, крупа десантних кораблів відбула до берегів Єгипту в стратегічно важливий порт м. Порт-Саїд для його оборони.
В червні 1967 року до бойової служби в Середземному морі також були залучені підрозділи 336-го й 61-го окремих полків морської піхоти.
Від серпня 1969 роу до бойової служби риступили підрозділи 390-го полку 55-ї дивізії морської піхоти Тихоокеанського флоту.
Від травня 1969 року в зв'язку з подальшою ескалацією арабо-ізраїльського конфлікту, керівництвом ЗС СРСР був створений зведений підсилений батальйон морської піхоти, завданням якого була охорона порту М. Порт-Саїд, який був наданий єгипетською владою, як один з пунктів для дислокації Середземноморської ескадри ВМФ СРСР. Також підрозділи підсиленого батальйону несли чергування біля нафтових терміналів в Суецькому каналі. Для комплектування батальйону відбиралися роти від частин морської піхоти зі всіх чотирьох флотів. Особовий склад батальйону був змінним на основі постійної ротації. Підрозділи, відряджені від військових частин, змінювалися кожні 4 місяці.
Несення бойової служби у Світовому океані частинами морської піхоти ВМФ СРСР від кінця 60-х років розподілялося наступним чином:
- 61-й окремий полк морської піхоти — Північний Льодовитий і Атлантичний океан;[16]
- 336-й окремий гвардійський полк морської піхоти — Атлантични океан;[13]
- 810-й окремий полк морської піхоти — Середземне море;
- 55-та дивізія морської піхоти — Тихий і Індійський океани.[17]

Не дивлячись на неодноразову присутність морської піхоти ВМФ СРСР під час несення бойової служби в безпосередній близькості до зон військових конфліктів на Близькому Сході, в Південно-Східній Азії і в Африці, в період з 1967 і до розпаду СРСР в 1991 році, достовірних відомостей про участь морських піхотинців в бойових діях немає:
|                                                        | …Прозвучавшее как-то в телепередаче «Забытый полк» утверждение о том, что в боях под Куито-Куанавале в Анголе в 1987 году участвовала целая дивизия советской морской пехоты — не более чем выдумка… |
| — Сергей Коломнин - член совета Союза ветеранов Анголы | |

#### Спеціальна розвідка ВМФ СРСР
На думку деяких російських істориків, формування спеціальної розвідки ВМФ СРСР, також слід відносити до морської піхоти.
Перше подібне формування з'явилося в жовтні 1953 року в складі Чорноморського флоту. У подальшому до кінця 1957 року на кожному флоті було створене аналогічне формування. В Каспійській флотилії таке формування було створене в 1969 році. За організаціно-штатною структурою ці формування були військовими частинами, рівними за чисельністю роті (особовий склад — 122 особи). Офіційно вони отримали назви морський розвідувальний пункт (мрп).
У воєнний час всі морські розвідувальні пункти розгорталися в окремі бригади спеціального призначення. В 1968 році морський розвідувальний пунт Чорноморського флоту був перейменований в окрему бригаду спеціального призначення. Не дивлячись на перейменування фактично ця бригада представляла собою батальйон неповного складу (особовий склад — 148 осіб).
Завданням військовослужбовців спеціальної розвідки були визначені:
- розвідка баз, портів й інших об'єктів супротивника;
- знищення або виведення з ладу бойових кораблів, транспортних кораблів забезпечення, гідротехнічних споруд, радотехнічних засобів на узбережжі й інших об'єктів;
- наведення авіації й ракетних засобів ВМФ на об'єкти супротивника;
- ведення розвідки в інтересах сил флоту під час висадки морської піхоти;
- захоплення документальних даних супротивника й полонених.

ля перекидання розвідників планувалося використання підводних човнів, військово-транспортних літаків і гелікоптерів. У зв'язку із забезпеченням прихованого висування, особовий склад спеціальної розвідки навчався водолазній справі й стрибкам з парашутом. Офіційно військово-облікова спеціальність особового складу морських розвідувальних пунктів визначалася, як «водолаз-розвідник».
Для підготовки військовослужбовців строкової служби в 1967 році був створений 316-й окремий навчальний загін спеціального призначення з дислокацією в Києві.
До 1 січня 1990 року до складу частин з'єднань спеціальної розвідки входила 1 окрема бригада спеціального призначення (особовий склад — 148 осіб) і 4 морських розвідувальних пункти.
Особовий склад морських розвідувальних пунктів (мрп) на 1 січня 1990 року помітно різнився:
- 17-та обрспн Чорноморського флоту — 148 осіб;
- 42-й мрп Тихоокеанського флоту — 91;
- 561-й мрп Балтійського флоту — 91;
- 137-й мрп Каспійської флотилії — 42;
- 420-й мрп Північного флоту — близько 300.

### Морська піхота напередодні розпаду СРСР

#### Підсилення морської піхоти
Згідно оцінки Міжнародного інституту стратегічних досліджень в Лондоні, чиельність радянської морської піхоти на 1988 рік сягала 17 000 осіб. На думку закордонних дослідників даний показник відображав сумарну чисельність особового складу 55-ї дивізії морської піхоти, 3 бригад морської піхоти (336-та, 61-ша й 810-та), 17-й бригади спеціального призначення Чорноморського флоту й 4 морських розвідувальних пунктів.
12 жовтня 1989 року за рішенням керівництва ЗС СРСР були створені Берегові війська ВМФ СРСР, до складу яких увійшли, як морська піхота так і берегові артилерійські частини і з'єднання підпорядковані флотам. Згідно цьоо рішення до складу Берегових військ були також передані зі складу Сухопутних військ чотири мотострілецькі дивізії з перейменуванням на дивізії берегової оборони й перепідпорядкуванням командуванню флотів.
У цих дивізіях за повного забезпечення штатною військовою технікою, особовий склад був укомплектований частково — від 2200 до 3400 осіб. Загальна чисельність 4 дивізій берегової оборони становила 12 000 осіб. Згідно оцінок деяких істориків, вказані мотострілецькі дивізії слід розглядати, як резервні дивізії морської піхоти (рдмп — у джерелі).
Окрім мотострілецьких дивізій до складу берегових військ були передані 2 артилерійські бригади, 3 артилерійські полки і 1 окремий кулеметно-артилерійський батальйон. Загалом до складу ВМФ було передано від Сухопутних військ 16 000 особового складу, 950 танків, близько 1 100 БМП і БТР й стільки ж артилерійських гармат і РСЗВ.
Згідно цього джерела загальна чисельність підсиленої морської піхоти сягнула 27 000 осіб, згідно іншого — 32 000 осіб.

#### Склад морської піхоти
У цьому розділі наведені військові частини й з'єднання, які на думку російських істориків слід відносити, як до частин і з'єднань морської піхоти, так і до частин і з'єднань підсилення морської піхоти (резервні формування морської піхоти).

##### З'єднання й частини морської піхоти
На 1991 рік у складі морської піхоти ВМФ СРСР безпосередньо перебували наступні з'єднання й військові частини:
- 55-та Мозирська Червонопрапорна дивізія морської піхоти Тихоокеанського флоту — м. Владивосток;
- 336-та окрема гвардійська Білостоцька орденів Суворова і Олександра Невського бригада морської піхоти Балтійського флоту — м. Балтійськ (Піллау);
- 61-ша окрема Кіркінеська Червонопрапорна бригада морської піхоти Північного флоту — н.п. Спутнік Мурманської области;
- 810-та окрема бригада морської піхоти імені 60-річчя створення СРСР Чорноморського флоту — м. Севастополь
- 175-та окрема бригада морської піхоти Північного флоту (кадрована) — н.п. Туманний Мурманської області;
- 299-й навчальний центр морської піхоти — м. Севастополь;

Крім зазначених формувань у складі ВМФ СРСР при кожному флоті і при Головному штабі ВМФ у Москві існувало 5 окреми батальйонів охорони, військовослужбовців до яких відбирали у з'єднаннях морської піхоти:
- 1643-й окремий батальйон охорони при Головному штабі ВМФ СРСР (в/ч 78328) — м. Москва;
- окремий батальйон охорони військово-морської бази Крмань[en] Тихоокеанського флоту (в/ч 15310) — м. Камрань, В'єтнам. Існував від 1988 до 1992 року[20];
- 211-й окремий батальйон охорони Північного флоту (в/ч 42621) — ЗАТО Оленегорск-2 (н.п. Большое Рамозеро) Мурманської області;
- 300-й окремий батальйон охорони Чорноморського флоту (в/ч 33761) — м. Севастополь.

##### З'єднання й частини підсилення морської піхоти
До таких відносяться мотострілецькі дивізії перейменовані на дивізії берегової оборони й артилерійські частини пердані у 1989—1990 роках від сухопутних військ до складу ВМФ СРСР:
- Передані зі складу Прибалтійського військового округу:

- 3-тя гвардійська Волноваська Червонопрапорна ордена Суворова дивізія берегової оборони Балтійського флоту — Клайпеда, Латвійська РСР;
- 710-й гарматний артилерійський полк Балтійського флоту (в/ч 47131) — Калінінград.

- Передані зі складу Ленінградського військового округу:

- 77-ма гвардійська Московсько-Чернігівська ордена Леніна, Червонопрапорна, ордена Суворова дивізія берегової оборони Північного флоту — Архангельськ;
- 8-й гвардійський гарматний артилерійський полк Балтійського флоту (в/ч 72452) — Виборг;
- 181-й окремий кулеметно-артилерійський батальйон — форт "Красная Горка".

- Передані зі складу Одеського військового округу:

- 126-та Горлівська Червонопрапорна, ордена Суворова дивізія берегової оборони Чорноморського флоту — Сімферополь, Українська РСР;
- 301-ша артилерійська бригада Чорноморського флоту (в/ч 48249) — Сімферополь.

- Передані зі складу Далекосхідного військового округу:

- 40-ва орденів Леніна і Суворова дивізія берегової оборони імені Серго Орджонікідзе Тихоокеанського флоту — н.п. Смоляніново Приморського краю;
- 166-та артилерійська бригада Тихоокеанського флоту (в/ч 01780) — н.п. Лермонтівка Хабаровського краю;
- 204-й артилерійський полк Тихоокеанського флоту (в/ч 61486) — Петропавловськ-Камчатський.

##### Формування спеціальної розвідки ВМФ СРСР
1 січня 1990 року 17-та окрема бригада спеціального призначення була переформована в 1464-й морський розвідувальний пункт.
На кінець 1991 року в складі бойових формувань спеціальної розвідки ВМФ СРСР перебували:
- 1464-й морський розвідувальний пункт Чорноморського флоту — острів Первомайський, Миколаївська область, УРСР;
- 42-й морський розвідувальний пункт Тихоокеанського флоту — острів Руський, Приморський край;
- 561-й морський розвідувальний пункт Балтійського флоту — н.п. Парусне, Калінінградська область;
- 137-й морський розвідувальний пункт Каспійської флотилії — Баку, АзРСР;
- 420-й морський розвідувальний пункт Північного флоту — н.п. Зверосовхоз, Мурманська область.
- 316-й окремий навчальний загін спеціального призначення — Київ, УРСР.

## Морська піхота після розпаду СРСР
З огляду на те що майже всі з'єднання та військові частини радянської морської піхоти дислокувалися на території РСФСР (окрім 810 обрмп), після розпаду СРСР всі вони увійшли до складу ВМФ Росії.
З частин спеціальної розвідки винятком став 1464-й морський розвідувальний пункт і 316-й окремий навчальний центр спеціального призначення, які в 1992 році відійшли під юрисдикцію України. 316-й окремий загін був розформований в 1993 році. На базі 1464-го морського розвідувального пункту було створено 7-му окрему бригаду спеціальних операцій ВМС України.
137-й морський розвідувальний пункт влітку 1992 року був передислокований з Азербайджану в н.п. Владимировка Приозерського району Ленінградської області.
Точних даних на підтвердження юрисдикції 126-ї Горлівської Червонопрапорної, ордена Суворова дивізії берегової оборони після поділу Чорноморського флоту, а також даних щодо її розформування або переформування на цей час немає. Відомо тільки про створення 26 лютого 1992 року в ЗС України 84-ї окремої механізованої бригади на місці дислокації Сімферопольського об'єднаного військового училища в н.п. Перевальне Автономної Республіки Крим. 1 грудня 2003 року 84-та механізована бригада була скорочена до батальйону й включена до новоствореної 36-ї окремої бригади берегової оборони. Ця бригада за деякими даними була створена із залишків колишнього 32-го армійського корпусу Одеської військової округи, дислокованого в Криму. Після анексії Криму в 2014 році, більша частина особового складу 36-ї бригади берегової оборони зрадивши Україну перейшла на службу до ЗС Росії. У подальшому на цих фондах Росією було сформовано 126-ту бригаду берегової оборони Чорноморського флоту РФ. Пояснень причин наступності й підстав для цього російські офіційні джерела не оприлюднювали. Бойове знамено бригада отримала 11 грудня 2014 року.

## Герої Радянського Союзу і повні кавалери ордена Слави
Перелік морських піхотинців — Героїв Радянського Союзу і повних кавалерів ордена Слави:
1. червонофлотець Абдулмеджидов Ахмед Дибірович[25] (1945, посмертно)
2. червонофлотець Авраменко Михайло Іванович[26] (1945, посмертно)
3. старшина Адамія Ной Петрович[27] (1942)
4. Андреєв Андрій Іванович[28] (1965, посмертно)
5. молодшик сержант Артемов Павло Петрович[29] (1945, посмертно)
6. лейтенант Ашик Михайло Володимирович[ru][30] (1946)
7. червонофлотець Біляїв Яків Іларіонович[ru][31] (1945)
8. майор Бараболько Михайло Петрович[32] (1945)
9. червонофлотець Барциць Раджен Михайлович[ru][33] (1944)
10. старшина I статті Бачурін Василь Іванович[34] (1945, посмертно)
11. капітан Баюк Петро Ксенофонтович[35] (1943, посмертно)
12. капітан Біляков Микола Олександрович[ru][36] (1943)
13. генерал-майор Богданович Петро Костянтинович[ru][37] (1945)
14. старшина II статті Бочкович Кирило Васильович[38] (1945, посмертно)
15. старшина II статті Вансецький Павло Федорович[39] (1945, посмертно)
16. мічман Васильєв Сергій Миколайович[ru][40] (1942, посмертно)
17. старшина I статті Вилков Микола Олександрович[ru] (1945, посмертно)
18. червоноармієць Вишневський Борис Степанович[41] (1945, посмертно)
19. старший сержант Вову Михайло Григорович[ru] (повний кавалер ордена Слави)
20. лейтенант Волошко Григорій Семенович[42] (1945, посмертно)
21. старший сержант Габлія Варлам Олексійович[ru] (1946)
22. червонофлотець Говорухін Іван Ілліч[43] (1945, посмертно)
23. червонофлотець Голенєв Степан Трохимович[44] (1945, посмертно)
24. капітан Головльов Олексій Федорович (1945, посмертно)
25. старшина II статті Гребенюк Микита Андрійович[45] (1945)
26. червоноармієць Давидов (Давідов) Ладо Ширіншаєвич[ru] (1944)
27. лейтенант Дейкало Петро Григорович[ru][46] (1943)
28. старший червонофлотець Дементьєв Іван Павлович[ru][47] (1945, посмертно)
29. червонофлотець Дем'яненко Ілля Сергійович[48] (1945, посмертно)
30. червонофлотець Дермановський Георгій Дмитрович[49] (1945, посмертно)
31. гвардії старшина Дубинда Павло Христофорович[50] (1945; повний кавалер ордена Слави)
32. червонофлотець Євтєєв Іван Олексійович[51] (1945, посмертно)
33. старшина Зімін Сергій Григорович (1943, широнінці)
34. матрос Іллічов Петро Іванович[ru][52] (1958, посмертно)
35. старшина II статті Індик Іван Степанович (1945, посмертно)
36. червонофлотець Козаченко Микола Іванович[ru] (1945, посмертно)
37. капітан Калінін Дмитро Семенович[ru] (1944, посмертно)
38. старший сержант Каторжний Іван Павлович[ru][53] (1944)
39. червонофлотець Кипенко Володимир Іванович (1945, посмертно)
40. молодший лейтенант Кирилов Микола Павлович[54] (1944)
41. старший сержант Кисляков Василь Павлович[ru] (1941)
42. старший червонофлотець Ковтун Григорій Іванович[55] (1945, посмертно)
43. старший червонофлотець Комаров Олександр Миколайович[ru][56] (1945)
44. старшина II статті Коновалов Михайло Васильович[ru] (1945, посмертно)
45. молодший лейтенант Корда Василь Єгорович[ru] (1945, посмертно)
46. головний старшина Костенко Павло Іванович[ru] (1944, посмертно)
47. червонофлотець Котов Іван Ілліч[ru] (1945, посмертно)
48. гвардії генерал-майор Криволапов Григорій Архипович[57] (1944)
49. старшина Кузнецов Микола Іванович[58] (1945; повний кавалер ордена Слави)
50. майор Куніков Цезар Львович (1943, посмертно)
51. старшина II статті Куприянов Олексій Іванович[ru] (1945)
52. старший лейтенант Леонов Віктор Миколайович[59] (двічі: 1944, 1945)
53. майор Літвинов Павло Семенович[ru][60] (1943)
54. старшина I статті Лисицин Юрій Єгорович (1945)
55. капітан Логінов Сергій Дмитрович[ru][61] (1944)
56. старший червонофлотець Лютий Олександр Сергійович (1945, посмертно)
57. рядовий Майборський Володимир Петрович[62] (1945)
58. старшина II статті Макеєнок Іван Андрійович (1945, посмертно)
59. червонофлотець Мамедов Амі Ага огли (1945, посмертно)
60. матрос Мамедов Кафур Насірович[en] (1943, посмертно)
61. гвардії полковник Маргелов Василь Пилипович[63] (1944)
62. старший сержант Маркелов Микола Григорович[64] (1945)
63. сержант Маркін Андрій Михайлович[ru][65] (1944, посмертно)
64. майор Мартинів Дмитро Дмитрович[ru][66] (1945)
65. червонофлотець Мебш Михайло Павлович (1945, посмертно)
66. гвардії сержант Медведєв Віктор Іванович[ru] (1944)
67. червонофлотець Медведєв Микола Якович (1945)
68. старший червонофлотець Мінєнков Василь Семенович[ru][67] (1945, посмертно)
69. головний старшина Михайлова Катерина Іларіонівна[68] (1990)
70. лейтенант Мочалін Микола Гаврилович[ru][69] (1945)
71. червонофлотець Недогибченко Леонід Васильович[ru][70] (1945, посмертно)
72. гвардії старший лейтенант Ніколаєнков Ігор Дмитрович[ru] (1943)
73. лейтенант Новожилов Лаврентій Іванович[ru][71] (1943, посмертно)
74. червонофлотець Окатенко Федір Олексійович[ru] (1945, посмертно)
75. старший лейтенант Ольшанський Костянтин Федорович (1945, посмертно)
76. червонофлотець Осипов Павло Дмитрович[72] (1945, посмертно)
77. молодший сержант Очеленко Володимир Миколайович[ru] (1945, посмертно)
78. червонофлотець Павлов Юхим Митрофанович[73] (1945)
79. червонофлотець Пархомчук Юхим Онуфрієвич[ru] (1945, посмертно)
80. старшина I статті Пашков Олександр Павлович[ru][74] (1945, посмертно)
81. червонофлотець Петрухін Микола Дмитрович (1945, посмертно)
82. червонофлотець Прокоф'єв Тимофій Ілліч[ru] (1945, посмертно)
83. старший лейтенант Райкунов Олександр Васильович[ru][75] (1943)
84. старшина I статті Рубахо Федір Якович[76] (1944, посмертно)
85. полковник Рижов Андрій Іванович[ru][77] (1965)
86. червонофлотець Сивко Іван Михайлович[ru] (1942, посмертно)
87. ефрейтор Ситніков Василь Петрович[ru] (1945)
88. рядовий Скворцов Андрій Аркадійович (1943, широнінці)
89. червонофлотець Скворцов Микола Олександрович[ru] (1945, посмертно)
90. лейтенант Стронський Кирило Федорович[ru] (1943)
91. старшина I статті Судійський Сергій Миколайович[ru] (1945, посмертно)
92. майор Тесленко Ілля Олексійович[ru][78] (1943)
93. рядовий Торопов Олександр Федорович (1943, широнінці)
94. генерал-майор Трушин Василь Прокопович[ru] (1945)
95. червонофлотець Тященко Гаврило Єлізарович[ru][79] (1945, посмертно)
96. червонофлотець Удод Іван Михайлович[80] (1945, посмертно)
97. червонофлотець Фадеєв Микола Олександрович[ru][81] (1945, посмертно)
98. политрук Фільченков Микола Дмитрович[ru][82] (1942, посмертно)
99. червонофлотець Хайрутдінов Акрен Мінгазович[83] (1945, посмертно)
100. червонофлотець Хакімов Михайло Кобірович[84] (1945)
101. червонофлотець Хлібов Микола Павлович[ru][85] (1945, посмертно)
102. червонофлотець Ходаков Дмитро Дмитрович[ru][86] (1945, посмертно)
103. старший червонофлотець Ходирєв Валентин Васильович[87] (1945, посмертно)
104. старший лейтенант Цибізов Іван Андрійович[ru][88] (1943)
105. червонофлотець Цибулько Василь Федосійович[89] (1942, посмертно)
106. матрос Цуканова Марія Микитівна[90] (1945, посмертно)
107. головний старшина Цимбал Василь Тимофійович[ru][91] (1943, посмертно)
108. молодший лейтенант Чумаченко Володимир Ілліч[ru] (1945, посмертно)
109. червонофлотець Чуц Абубачир Батербієвич[ru][92] (1945, посмертно)
110. молодший сержант Шип Пантелій Семенович[93] (1945, посмертно)
111. лейтенант Широнін Петро Миколайович (1943, широнінці)
112. старшина I статті Шпак Кузьма Вікторович[94] (1945, посмертно)
113. червонофлотець Щербаков Микола Митрофанович[95] (1945)
114. старший лейтенант Яроцький Іван Михайлович[ru][96] (1945)

## Відомі особистості, які служили в морській піхоті ВМФ СРСР

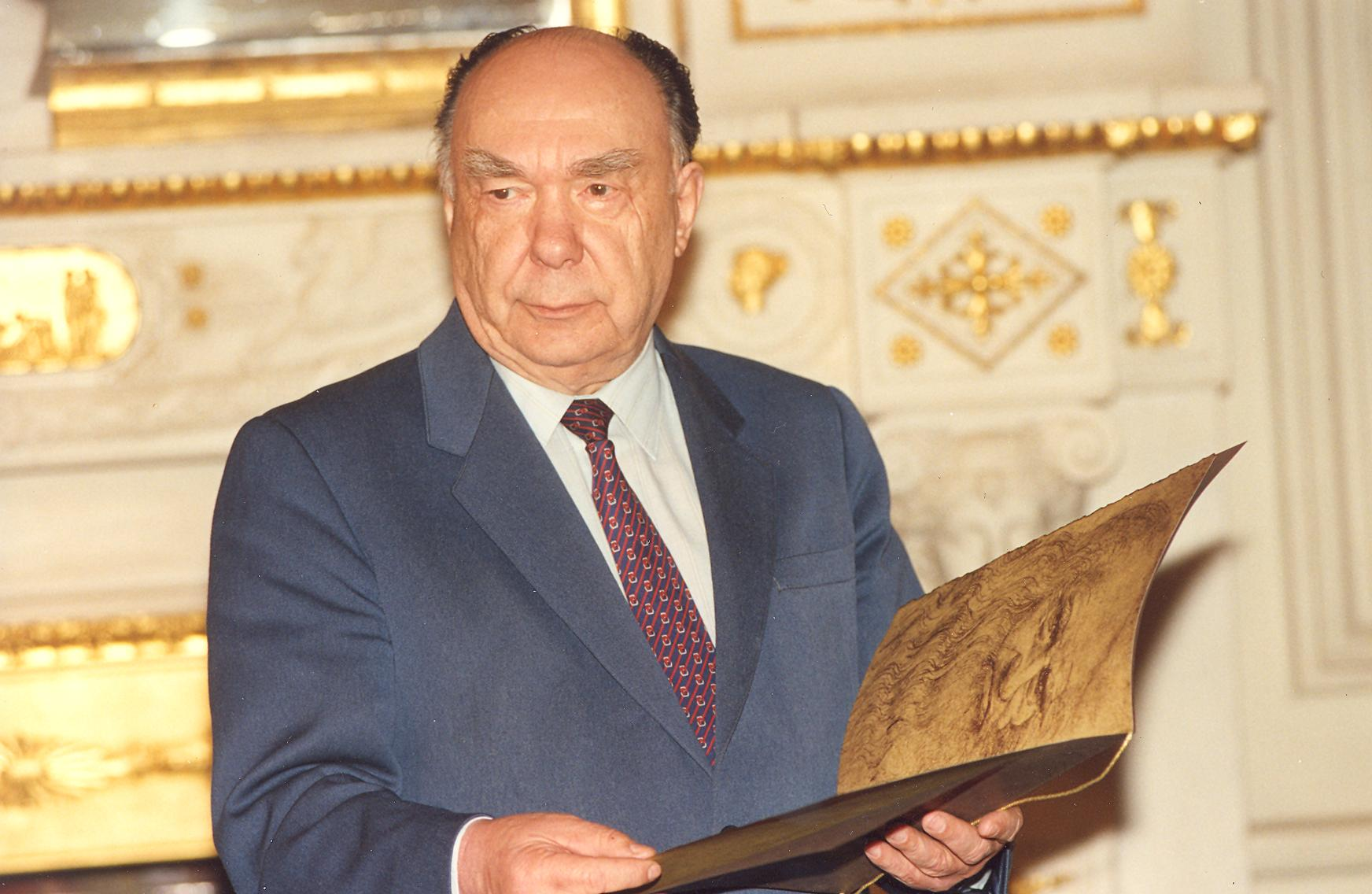
Яковлєв Олександр Миколайович
Член Політбюро ЦК КПРС.
В 1942 оці служив командиром взводу
в 6-та бригада морської піхоти Балтійського флоту

- Яковлєв Олександр Миколайович — член Комуністичної партії від 1944 року до серпень 1991 року, член і секретар ЦК КПРС (1986—1990), член Політбюро ЦК КПРС (1987—1990). В 1995—2000 Голова Російської партії соціальної демократії[ru], публіцист, академік РАН, один з головних ідеологів, «архітекторів» перебудови.

## Навчальні заклади морської піхоти

### Німецько-радянська війна
За підсумками радянсько-фінської війни 1939—1940 років, керівництво ЗС СРСР ухвалило рішення щодо обов'язкового включення до програми навчання провідних військово-морських училищ країни основ тактики сухопутних військ рівня взвод-рота.
До початку бойових дій практично весь молодший командний склад ВМФ СРСР, який закінчив навчання в 1940—1941 роках в Ленінградському, Чорноморському, Тихоокеанському і Каспійському військово-морських училищах пройшов курс з тактичної підготовки. Із початком бойових дій програма з тактичної підготовки у військово-морських училищах була суттєво розширена.
Для підвищення кваліфікації офіцерського складу від рівня командира роти й вище, 11 вересня 1941 року були створені Курси перепідготовки начальницького кладу запасу Військово-морського флоту. У 1943 році вони були перейменовані на Курси підготовки й вдосконалення командного складу морської піхоти ВМФ, і у цьому ж році на Курси офіцерського складу морської піхоти ВМФ. Всього за 4 роки війни ці курси здійснили 18 випусків.
Подібні курси були відкриті на всіх флотах для підготовки офіцерського складу, які з фронту набиралися на навчання, як командири взводів у лейтенантських званнях, так і командири відділень морської піхоти в званні старшин з бойовим досвідом. До прикладу Курси офіцерського складу Північного флоту підготували 1451 офіцера, серед яких 60 командирів батальйонів і 109 командирів рот морської піхоти. Курси Чорноморського флоту підготували 785 офіцерів серед яких 433 командирів взводів морської піхоти.

### Післявоєнний період. 1945—1956
Ще до закінчення бойових дій, у березні 1944 року Народний комісар ВМФ СРСР адмірал флоту Кузнецов М. Г. поставив питання щодо необхідності створення військового училища морської піхоти, яке повинно було готувати командирів взводів морської піхоти за трирічною програмою підготовки.
Восени 1945 року в м. Виборг Ленінградської області було відкрито Училище морської піхоти. У зв'язку з тим, що у січні 1947 року адмірал флоту Кузнецов був відсторонений від командування за вказівкою Йосипа Сталіна через конфлікт поглядів на подальший розвиток ВМФ, деякі з його ініціатив з розвитку флоту були припинені. У результаті 1 квітня 1947 року Виборзьке училище морської піхоти було розформоване.
Влітку 1951 року адмірал Кузнецов був затверджений на посаду військово-морського міністра. У результаті його повторної ініціативи до серпня того ж року Виборзьке училище морської піхоти було створене вдруге. Училище готувало командирів взводів за двома спеціальностями: Стрілецько-кулеметного й артилерійсько-мінометного профілю.
У зв'язку зі скасуванням морської піхоти, 15 листопада 1956 року Виборгське училище морської піхоти було розформоване, а всі курсанти розподілені по інших військових училищах.

### 1963—1991
У зв'язку з повторним створенням морської піхоти, керівництвом ЗС СРСР було поставлене питання щодо підготовки молодших офіцерських кадрів для нового роду військ.
На відміну від періоду Німецько-радянської війни, підготовка лейтенантів для морської піхоти була віддана не військово-морським училищам, а училищам, які готували кадри для сухопутних військ.
Через відносну нечисельність частин і з'єднань морської піхоти, для підготовки основної офіцерської військово-облікової спеціальності в морській піхоті (командир взводу морської пехоти), в 1966 році у складі Далекосхідного вищого загальновійськового училища було створено факультет морської піхоти (єдиний на всі училища цього типу), дислокованого у м. Благовіщенськ Амурської області. Один взвод у складі кожної курсантської роти цього училища був взводом морської піхоти. Перший випуск лейтенантів для морської піхоти було здійснено в 1968 році.
Командири танкових взводів також готувалися в Благовіщенську — в Благовіщенському вищому танковому командному училищі.
Для підготовки командирів вогневих взводів артилерійських підрозділів морської піхоти, було відкрито факультет морської піхоти в Коломенському артилерійському училищі.
В 1989 році в Ленінградському вищому загальновійськовому командному училищі було створено факультет морської піхоти, який готував командирів взводів морської піхоти.

## Відображення у культурі

### Кінематограф
- Морський характер (1970);
- Про Вітю, про Машу і морську піхоту (1973);
- Хід у відповідь (1981);
- Одиночне плавання (1985).

## Зауваження
1. ↑  перейменована в дивізію морської піхоти після виведення зі складу дієвої армії